# Polycrasta cinereomarginata
Polycrasta cinereomarginata är en fjärilsart som beskrevs av Arnold Pagenstecher 1888. Polycrasta cinereomarginata ingår i släktet Polycrasta och familjen mätare. Inga underarter finns listade i Catalogue of Life.